# Charlotte Vandine Forten
Charlotte Vandine Forten (Filadelfia, 2 gennaio 1785 – Filadelfia, 30 dicembre 1884) è stata un'attivista, abolizionista statunitense e matriarca della famiglia Forten di Filadelfia.

## Biografia
Charlotte Vandine Forten nacque nel 1785 a Filadelfia, in Pennsylvania. Nel 1805 sposò James Forten (1766-1842). La coppia ebbe molti figli, i più illustri dei quali furono Harriet Forten Purvis, Margaretta Forten e Sarah Louisa Forten Purvis, spesso indicate come le "Sorelle Forten". La nipote Charlotte Forten Grimké (1837-1914) fu un'importante abolizionista ed educatrice.
Charlotte e le sue figlie furono le fondatrici della Philadelphia Female Anti-Slavery Society (PFASS) nel 1833. Secondo il “Pennsylvania, Philadelphia City Death Certificates, 1803-1915”.

## Morte
Charlotte Vandine Forten morì il 30 dicembre 1884 a Filadelfia ed è sepolta all'Eden Cemetery di Collingdale, Filadelfia.